# Абриняс
А́бриняс (латыш. Abriņas) или А́брини (латыш. Abriņi), также Абринес (латыш. Abrines) — деревня в Бриежуциемской волости Балвского края Латвии.
Деревня находится на так называемых Абринских горах, у самой высшей точки горы Онцика (латыш. Oncika) с 123,9 м над уровнем моря.

## Население
Численность населения по оценке на 2015 год составляет 14 человек.

## История
Впервые упоминается в 1224 году как «Абрене» (на латинском Abrene) в договоре о разделе области Талава между епископом Альбертом и Орденом меченосцев, в пользу Рижского архиепископства (Ливонского ордена).
От некогда густонаселённого села осталась сегодня деревня из 5 домов.
До 1920 года деревня входила в Балтинавскую волость Люцинского уезда Витебской губернии России, с 1920 года — в составе признанной Россией Латвии, в рамках Балтинавской волости Лудзенского уезда, в 1925 — 1945 годах — Яунлатгальского (Абренского) уезда Латвии, с 1945 года — в Квашневском (c 1960 года Бриежуциемском) сельсовете, который входил в 1945 — 1949 годы в Вилякский уезд, в 1949 — 1959 годах в Абренский район, в 1959 — 1962 годах частично в Карсавский район и с 1962 до 2009 годы в Балвский район. С 1990 года в Бриежуциемской волости.